# Крајпуташ Чедомиру Тодоровићу у Грабовици
 Крајпуташ Чедомиру Тодоровићу у Грабовици (Општина Горњи Милановац) налази се на Рапај брду, на регионалном путу Горњи Милановац–Крагујевац. Посвећен је Чедомиру Тодоровићу из Грабовице који је као војник добровољац изгубио живот на Дреници 1913. године.

## Опис споменика
Крајпуташ припада типу „капаша”.
Споменик је исклесан је од црвенкастог грабовичког камена. Висина стуба износи 178 cm, а ширина страница 50 и 24 cm. Стуб се завршава „капом” димензија 12х65х35 cm. Споменик је добро очуван, са траговима боје у урезима.
Са предње стране споменика приказан је војник у ставу мирно, руку прислоњених уз тело, без оружја. Униформа је приказана плошно, без детаља, осим опасача са копчом и лепо профилисане војничке шајкаче. Лице војника је безизражајно.
Споменик је богато обрађен. Око главе војника, у форми ореола, исписан је натпис: ЧЕДОМИР ТОДОРОВИЋ. Између имена и презимена, на средини стуба, смештен је грб – двоглави орао са круном. С леве и десне стране приказане су заставице тробојке. Испод заставица, целом дужином споменика, уклесани су стилизовани цветни фризови.
С леве бочне стране приказани су крст на постољу и пушка са ремеником, између којих је дубоко уклесан натпис: ИЗ ГРАБОВИЦЕ. На десној страни налази се чест споменички мотив - стилизована цветна лозица која израста из саксије.
Полеђина споменика богато је украшена. У врху је једноставан крст уписан у круг, са чијих страна су лепезасти урези који симболизују крила анђела. Стилизовани цветни фриз уоквирује декоративно профилисано удубљење у које је уклесан натпис.

## Епитаф
Текст епитафа уклесан је у 29 неједнаких редова:
ОВАЈ
ТУЖНИ
А ХЛА
ДАН СПОМЕНПО
КАЗУЈЕ ХРАБР
ОГСИНА
А ДОБРОВОЦА
ЧЕДОМИРА
ТОДОРОВИЋА
ВОЈНИКА 2 ЧЕТЕ
4 БАТАЉОНА X
ПУКА I ПОЗ.
ПОЖИВИ 24. Г. А
ПОГИБЕ БОРЕ
ЋИ СЕ СА БУГА
РИМА ЗА ОДБРА
НУ МАКЕДОНИЕ
17. ЈУНА
1913. Г. НА ДРЕН
ИЦИ БОГ ДА МУ
ДУШУ ПРОСТИ
СПОМЕН МУ
ПОДИГОШЕ НА
ВЕК ОЖАЛОШ
ЋЕНИ ОТАЦ ВА
СИЛИЕ И БРАЋА
РАДОМИР И БО
ГОЉУБ